# Regimento Golã
O Regimento Golã (em árabe: فوج الجولان, Fouj al-Joulan) é uma milícia síria localizada em Khan Arnabah que faz parte das Forças de Defesa Nacional (NDF). Embora seja principalmente ativo nas Colinas de Golã, a unidade foi implantada em várias zonas de guerra do oeste da Síria, lutando contra muitas forças diferentes da oposição síria e do Estado Islâmico do Iraque e do Levante. O regimento é notável por ter sido a primeira unidade do governo durante a Guerra Civil Síria que foi fundada por desertores do Exército Livre da Síria (ELS).

## História

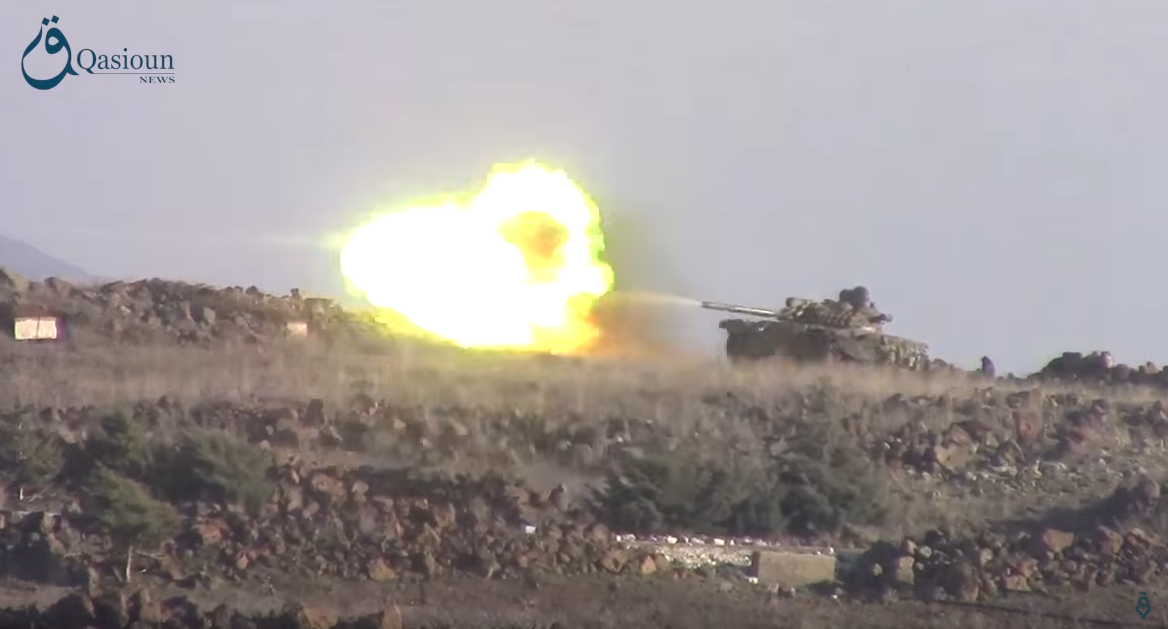
Posições de forças pró-governo em Tal Kroum, sob controle do Regimento Golã à época, sendo alvejadas por um tanque T-72 da oposição.

A história do Regimento Golã remonta a 2011, quando seu líder posterior Majid Himoud se voluntariou para o Exército Sírio. De acordo com Himoud, os oficiais de sua divisão abusaram dele e de outros soldados, e eles decidiram desertar. Em dezembro de 2011, eles formaram uma unidade do ELS sob a liderança de Himoud, o Batalhão al-Mutasim, e começaram a lutar contra o governo perto da fronteira com Israel. Aliados com outros grupos rebeldes locais, os homens de Himoud lutaram em Jabata, Khan Arnabah, Madinat al-Baath, Beer Ajam e Bariqa, e fizeram bons progressos contra o governo. Com o passar do tempo, no entanto, Himoud ficou cada vez mais insatisfeito com seus aliados; ele depois afirmou que alguns grupos como Alwiya al-Furqan "nem sequer lutariam, eles viriam ao campo de batalha depois que os confrontos terminassem, tirariam fotos e vídeos ao lado de prédios e tanques destruídos e depois os enviariam de volta para seus financiadores na Jordânia ou nos estados do Golfo para coletar seus contracheques".
Em 2014, Himoud e seu batalhão decidiram mudar de lado e se juntar às forças pró-governo. Eles foram recebidos pelo líder druso Wafiq Nasrallah e pelo general Issam Zahreddine, que os ajudaram a se integrar às Forças de Defesa Nacional. Eles então formaram o Regimento Golã e juraram lealdade ao presidente Bashar al-Assad. Desde então, eles têm lutado em várias frentes contra os rebeldes e o Estado Islâmico, bem como contra Israel, que eles consideram seu inimigo principal.
O líder original do Regimento Golã, Majid Himoud, foi morto em combate em 2017. Foi sucedido por Khaled Abaza, que continua a comandar a milícia até os dias atuais.

## Fatos
- Em 2018, o Regimento Golã participou da ofensiva do governo para retomar o sul da Síria dos rebeldes. Eles lutaram em Daraa e Quneitra e ajudaram a expulsar os grupos afiliados à Al-Qaeda da região.
- Em 2019, o Regimento Golã foi enviado para a província de Idlib, onde enfrentou as forças da Hayat Tahrir al-Sham (HTS), uma coalizão de grupos jihadistas que controlava a maior parte da área. Eles participaram da batalha de Khan Shaykhun e da ofensiva de Idlib de 2019-2020.
- Em 2020, o Regimento Golã foi um dos alvos dos ataques aéreos israelenses na Síria. Eles perderam vários combatentes e veículos em um ataque perto de Khan Arnabah em fevereiro. Eles também foram atingidos por um míssil israelense em abril, mas conseguiram interceptá-lo com uma metralhadora antiaérea.
- Em 2021, o Regimento Golã continuou a lutar em Idlib contra a HTS e seus aliados. Eles também apoiaram as forças do governo na defesa de Aleppo contra os ataques dos rebeldes. Eles afirmaram ter abatido vários drones turcos que estavam apoiando os rebeldes.